# Jantörö Satıbaldiev
Jantörö Joldoşeviç Satıbaldiev (in kirghiso Жантөрө Жолдошевич Сатыбалдиев?; Oš, 6 gennaio 1956) è un politico kirghiso.
Dal settembre 2012 al marzo 2014 è stato il Primo ministro del Kirghizistan.